# ألبوكيركي (نيو ميكسيكو)
ألبوكيركي (بالإنجليزية: Albuquerque)، المعروفة أيضًا باسم ABQ أو بورك، ومدينة الدوق، وفي الماضي بـ«ذا كيو»، هي أكبر مدينة من حيث عدد السكان في ولاية نيومكسيكو الأمريكية، وعاصمة مقاطعة بيرناليّو. تأسست في عام 1706 تحت اسم لا فيلا دي ألبوكيركي على يد حاكم سانتا فيه دي نويفو ميكسيكو، فرانسيسكو كويرفو إي فالديس، وسُميت تكريمًا لفرانسيسكو فرنانديز دي لا كويفا، الدوق العاشر لألبوكيركي ونائب ملك نيو إسبانيا، وكانت مركزًا على الطريق الملكي (إل كامينو ريال) الذي يربط مدينة مكسيكو بأقصى الأراضي الشمالية لنيو إسبانيا.
تقع المدينة في حوض ألبوكيركي، حيث تحدها جبال سانديا من الشرق، وهضبة ويست ميسا من الغرب، ويتدفق نهر ريو غراندي والغابة (بوسكي) من الشمال إلى الجنوب عبر وسط المدينة. وفقًا لتعداد عام 2020، بلغ عدد سكان ألبوكيركي 564,559 نسمة، مما يجعلها المدينة رقم 32 من حيث عدد السكان في الولايات المتحدة والرابعة من حيث الحجم في جنوب غرب البلاد. وكان عدد سكان المنطقة الحضرية لألبوكيركي 955,000 نسمة في عام 2023، وتشكل جزءًا من المنطقة الإحصائية المشتركة بين ألبوكيركي وسانتا فيه ولوس ألاموس، والتي بلغ عدد سكانها 1,162,523 نسمة.
تُعد ألبوكيركي مركزًا للشركات التقنية، والفنون الجميلة، ووسائل الإعلام. تضم المدينة العديد من المعالم التاريخية، وجامعة نيومكسيكو، ومهرجان بالون الهواء الساخن الدولي بألبوكيركي، ومهرجان تجمع الأمم، ومعرض ولاية نيومكسيكو، ومشهدًا متنوعًا من المطاعم التي تقدم الأطباق المحلية النيو مكسيكية والعالمية.

## الاسم
يعود أصل اسم المدينة لكلمة (البرقوقي) العربية أو (أبو القرق) ويقال أن الاسم له جذور لاتينية بالتزامن مع العربية.
هناك نظرية أخرى تشير إلى أنها قد تأتي من العربية أبو القرق، وهو ما يعني «أب الفلين [البلوط]».
تم تسمية ألبوكيرك تكريما لفرانسيسكو، دوق ألبوكيركي، الذي كان نائب الملك في إسبانيا الجديدة من 1653 إلى 1660.
الفولكلور الغربي يقدم تفسيراً مختلفاً، وتعقب اسم ألبوكيركي إلى كلمة الجاليكية ألباريكوك، وهذا يعني «المشمش». تم جلب المشمش إلى نيو مكسيكو من قبل المستوطنين الإسبان، ربما في وقت مبكر من 1743. كما القصة، تم إنشاء مستوطنة بالقرب من شجرة المشمش، وأصبح يعرف باسم لا سيوداد دي الباريكوك. وبما أن الحدود لم تكن قادرة على نطق الكلمة الجاليكية بشكل صحيح، فقد أصبح معطوباً إلى البوكيرك.

## التاريخ

### التواجد الأصلي للأمريكان الأصليين
عاش شعوب تانوان وكيرز على طول ريو غراندي لعدة قرون قبل وصول المستوطنين الأوروبيين إلى البوكيرك. على وجه التحديد، عاش تيوا في اثنين من القرى في ضواحي المدينة الحالية: سانديا بويبلو، التي أنشئت في القرن الرابع عشر.
وكان من المحتمل أن يكون شعب نافاجو وأباتشي وكومانش قد أقاموا مخيمات في منطقة البوكيرك، لأن هناك دلائل على أن التبادل التجاري والثقافي بين مختلف الجماعات الأمريكية الأصلية يعود إلى قرون قبل الغزو الأوروبي.

### الاستيطان الأوربي
تأسست ألبوكيركي في عام 1706 باعتبارها البؤرة الاستعمارية الإسبانية من فيلا دي ألبوكركي. اليوم ألبوكيركي تحتفظ بالكثير من التراث الثقافي الاسباني التاريخي.
ألباكركي كانت مجتمع زراعي ومنطقة عسكرية إستراتيجية تقع على طول كامينو ريال. كانت المدينة أيضاً مركز لرعي الأغنام في الغرب. أنشأت إسبانيا بريسيديو (حامية عسكرية) في ألبوكيركي في 1706. بعد عام 1821، كان للمكسيك أيضا حامية عسكرية هناك. وقد بنيت بلدة ألباكركي على نمط القرية الإسبانية التقليدية: ساحة مركزية تحيط بها المباني الحكومية والمنازل والكنيسة. تم الحفاظ على منطقة الساحة المركزية وهي مفتوحة للجمهور كمتحف، ومنطقة ثقافية، ومركز التجارة. ويشار إليها باسم «البلدة القديمة ألبوكركي» أو ببساطة «المدينة القديمة». تاريخيا كان يشار إليها أحيانا باسم «لا بلاسيتا» (ساحة صغيرة باللغة الإسبانية). على الجانب الشمالي من البلدة القديمة بلازا هو كنيسة سان فيليب دي نيري. بنيت في عام 1793، وهي واحدة من أقدم المباني الباقية على قيد الحياة في المدينة.
بعد الاحتلال الأمريكي لنيومكسيكو، كانت ألبوكيركي حامية اتحادية ومستودع للتموين من 1846 إلى 1867. خلال الحرب الأهلية ألبوكركي احتلت في فبراير 1862 من قبل القوات الكونفدرالية بقيادة الجنرال هنري هوبكنز سيبلي، الذي بعد ذلك بوقت قصير ضمها مع نيو مكسيكو، وانسحب من قوات الاتحاد إلى تكساس.

### مع أوائل القرن العشرين
بحلول عام 1900، كانت ألبوكيركي يبلغ عدد سكانها 8,000 نسمة وكانت تشمل جميع وسائل الراحة الحديثة، بما في ذلك السكك الحديدية الشارع الكهربائي، نيو تاون، والحرم الجامعي لجامعة نيو مكسيكو التي أنشئت مؤخرا، في عام 1902 تم بناء فندق ألفارادو الشهير المجاور لمستودع الركاب الجديد، وظل رمزا للمدينة حتى تم تدميره في عام 1970 لإفساح المجال لموقف للسيارات. في عام 2002، تم بناء مركز ألفارادو للنقل على الموقع بطريقة تشبه المعلم القديم. وتعمل محطة المترو الكبيرة كمقر بوسط المدينة لقسم العبور بالمدينة.

## مدن توأم
- اليابان، ساسيبو.